# Charonia variegata
El Tritón del Atlántico (Charonia variegata) es una especie marina de caracol depredador, de la familia Ranellidae
Algunos autores la consideran una subespecie de Charonia tritonis, C. tritonis variegata.

## Descripción
El tamaño de la concha varía entre 100 mm y 374 mm. La longitud máxima registrada cáscara es 374 mm Esta concha cónica tiene una alargada y puntiaguda torre sin botones, pero algo más rechonchos que la aguja del Pacífico Charonia tritonis. Los verticilos inferiores están hinchados de forma desigual, con una várice y abultamiento sobre la sutura. La sutura desciende en una espiral irregular. El callo parietal está alineado con un borde estrecho, oscuro interior, cubierto de nervaduras como pliegues espaciados regularmente marrón. El labio externo es ondulado pero proyecta menos y dientes de unos diez pares de costillas como los dientes superpuestos sobre las manchas cuadradas, de color marrón oscuro. El color de la concha tiene tonos crema, amarillento y moteado con manchas marrones. El interior de la gran apertura es de color naranja rosado, el interior es de color blanco.
La especie es muy variable y no tiene ninguna subespecie geográfica conocida.
Las larvas veliger tienen un período de desarrollo pelágicos de más de tres meses, a la deriva en las corrientes trans-atlántica. Estas larvas son más grandes conocidos de cualquier Cymatiidae en el Atlántico, con la cáscara de cumplir los 5 mm cuando están completamente desarrolladas.

## Distribución
Esta especie tiene una distribución amplia. Se ha encontrado en las aguas del en el océano Atlántico, costas de Carolina del Norte a largo del mar Caribe y el golfo de México, costas de Brasil, Cabo Verde, Islas Canarias, mar Mediterráneo, Norte de África occidental, Tanzania.

## Hábitat
La profundidad mínima registrada es de 0,3 m. La profundidad máxima registrada es de 110 m.

### Vídeos
- Youtube: Charonia variegata
- Youtube: Tritón alimentándose

- Datos: Q756848
- Multimedia: Charonia variegata / Q756848
- Especies: Charonia variegata